# イルゥルニュ城の巨像
『イルゥルニュ城の巨像』（イルゥルニュじょうのきょぞう、原題：英: The Colossus of Ylourgne）は、アメリカ合衆国のホラー小説家クラーク・アシュトン・スミスによる短編ホラー小説。クトゥルフ神話関連作品で、『ウィアード・テールズ』1934年6月号に掲載された。スミスのアヴェロワーニュ作品の1つであり、死体と降霊術をテーマにしている。単発ではクトゥルフ神話とは関係がないが、後に登場人物がクトゥルフ神話に取り込まれ、影響をおよぼしていく（後述）。
邦訳は複数あり、創元推理文庫『イルーニュの巨人』では表題作になっている。
本作の後日談としてブライアン・マクノートンが"The Return of the Colossus"という短編を1995年に発表している。同作は、第一次世界大戦中の1916年、アヴェロワーニュに進駐した英軍が巨人を復活させて戦場に投入するも、ドイツ軍の砲弾で粉砕されるという内容である。

## あらすじ
アヴェロワーニュ地方で異端審問が激しくなりつつあった1281年の晩春、妖術師ナテールは、10人の弟子を連れて聖堂都市ヴィヨンヌを離れる。町の者たちは厄介者が消えてくれたことを喜ぶも、元弟子のガスパールは信じず、魔術で居場所や目的を調査しようとする。だがナテールは妨害魔術を送り、ガスパールの追跡を挫く。
初夏になると、墓が暴かれて屈強な若者たちの死体が消失する出来事が多発する。続いて、道を歩く死体の目撃証言がなされた。一方、辺境に位置する廃城・イルゥルニュ城のそばのシトー修道会の者たちは、廃城にさまざまな怪奇現象を目撃する。怪訝に思い監視を続けて数日後、何百人もの人の群れが、突然城へと入る。その後、修道院に死体略奪事件の報が伝わり、修道士たちは事態を理解する。
そのころ、イルゥルニュ城に潜伏するナテールは、使い魔や死者たちを操り、無数の死体を材料に巨像を造らせる。2人の若い修道士が偵察に入り込むも、ナテールに見つかり追い返される。修道士の敗北は外部に伝わり、アヴェロワーニュの人々は姿を消したナテールが何かを企んでいることを悟り始める。
噂を聞いたガスパールは城に侵入し、肉付け中の巨大な骸骨を目撃したところ、背後から殴られ拘束される。そこへナテールが現れ、ガスパールにこの巨像を己の転生体とする企てを説明し、彼を地下牢へと放り込む。ガスパールは脱獄に成功するが、既に巨像は完成しており転生の儀式が行われていた。ガスパールがヴィヨンヌへと逃げ帰るのと入れ替わりに、巨像はアヴェロワーニュ中をうろつき、建物を壊したり、人々を虫のように引き裂くなどの狼藉を働く。
ヴィヨンヌに帰還したガスパールは、 妖術で蘇った死者を墓へと送り返すための薬を調合する。そして、都市内部に侵入した巨像に粉薬を浴びせると、巨像は脱力した様子で街を去る。
そして、反抗するナテールの声と、巨像の材料となった無数の人々の呟きを響かせながら、巨像は己の墓を探して彷徨った末に、巨大な穴を掘り、その場所に身を横たえて二度と動かなくなる。
夏の太陽の下でその死体は腐敗し、悪臭と疫病をもたらす。この事件を解決したガスパールは、生涯にわたりアヴェロワーニュの救世主として称賛される。

## 主な登場人物
- ガスパール・デュ・ノール - 主人公。ヴィヨンヌに住む、錬金術と妖術の学徒。ナテールに1年弟子入りしていたが、悪道を拒絶して離れた。
- 修道士テオフィル - 修道士の一人。死者たちが集まる城への恐怖に耐え切れず、酒に逃避し足を滑らせて事故死する。葬儀中に起き上がり、城に歩いて行く。
- 修道士ベルナールとステファヌ - 若い修道士たち。巨大十字架で聖武装し、2人で城へと入り込むも、完敗して逃げ帰る。
- ナテール - 悪名高い妖術師で、ガスパール以外にも10人の弟子たちがいる。錬金術・占星術・降霊術に長けるが、体格には恵まれなかった。寿命が迫る中、「頑健な若者たちの骨と筋肉」を集めて作った巨人の肉体に精神を移す。

## クトゥルフ神話への影響

### ガスパールとエイボンの書
ガスパール・ド・ノールは、作中ではエイボンとのつながりは全くないが、「エイボンの書」の翻訳者としてクトゥルフ神話に取り込まれるようになった。
「白蛆の襲来」は『エイボンの書』の第9章に当たり、とスミスは1933年9月16日付のラヴクラフト宛の書簡で、この作品はガスパール・デュ・ノールによるフランス語の手稿から英語に翻訳したものだと説明している。この設定について、リン・カーターが短編『エイボンの書の歴史と年表』で補足している。ラヴクラフトは1933年12月13日付のスミス宛書簡で『エイボンの書』フランス語版の成立を12世紀としているが、「イルゥルニュ城の巨像」で語られているのは13世紀後半の出来事であるためカーターはラヴクラフトの説を誤りと断じ、ガスパールによる翻訳の時期を13世紀と修正した。ガスパールが翻訳に際して用いた底本はスミスもラヴクラフトも詳らかにしていないが、カーターはギリシア語版であるとし、ナテールが持っていたのと同じものであろうと推定した。カーターが構想して没後に後継者が実現させた実書籍「エイボンの書」は、ガスパールのノルマンフランス語版を現代英語に翻訳したものという体裁をとっている。
ガスパールによる『エイボンの書』の翻訳についてラヴクラフトが論じた書簡の日付は「イルゥルニュ城の巨像」の発表よりも先行しているが、彼は1933年7月にスミスから原稿を送ってもらっており、実際に作品を読んだ上での考察である。1933年10月10日付のラヴクラフト宛書簡においてスミスはLe Livre d'Eibonなる題名を『エイボンの書』フランス語版に与え、これと類似するラテン語の題名Liber Ivonisがラヴクラフトの1933年12月13日付スミス宛書簡に見られる。しかしながら両者が同一であるかどうかについてラヴクラフトは言葉を濁し、いずれ学者たちが取り組むべき課題であると述べるにとどめた。

### ラヴクラフトの殺害許可証
ロバート・ブロックが『星から訪れたもの』を執筆するにあたり、ラヴクラフトは自分を作中で殺害してもよいと許可を出している。この「殺害許可証」は手紙でなされており、その際にラヴクラフトは連名の証人として、ガスパールを挙げ、内輪ジョークに虚実を混ぜて盛り上げている。
さらに『星から訪れたもの』の続編としてラヴクラフトが執筆した『闇をさまようもの』の主人公ロバート・ブレイクのキャラクター造詣は、基本的にはロバート・ブロックをモデルとしつつも、CAスミスの要素も入っている。

## 収録
- 『イルーニュの巨人』創元推理文庫、井辻朱美訳「イルーニュの巨人」
- 『呪われし地』国書刊行会、小倉多加志訳「イルールニュの巨像」
- 『アヴェロワーニュ妖魅浪漫譚』創元推理文庫、大瀧啓裕訳「イルゥルニュ城の巨像」
- 『魔術師の帝国3 アヴェロワーニュ篇』ナイトランド叢書、柿沼瑛子訳「イルーニュの巨人」